# Гернроде
Гернроде (њем. Gernrode) је дио града Кведлинбург у њемачкој савезној држави Саксонија-Анхалт. Посједује регионалну шифру (AGS) 15085120, NUTS (DEE09) и LOCODE (DE GNE) код.

## Географски и демографски подаци
Насеље се налази на надморској висини од 217 метара. Његова површина износи 34,1 km². У самом насељу живи 3.765 становника. Просјечна густина становништва износи 111 становника/km².

## Међународна сарадња
| Мјесто | Држава    | Врста сарадње | Од    |
| ------ | --------- | ------------- | ----- |
|        | Француска | контакт       | 1990. |
| Извор  |           |               |       |